# Jean-Jules Eggericx

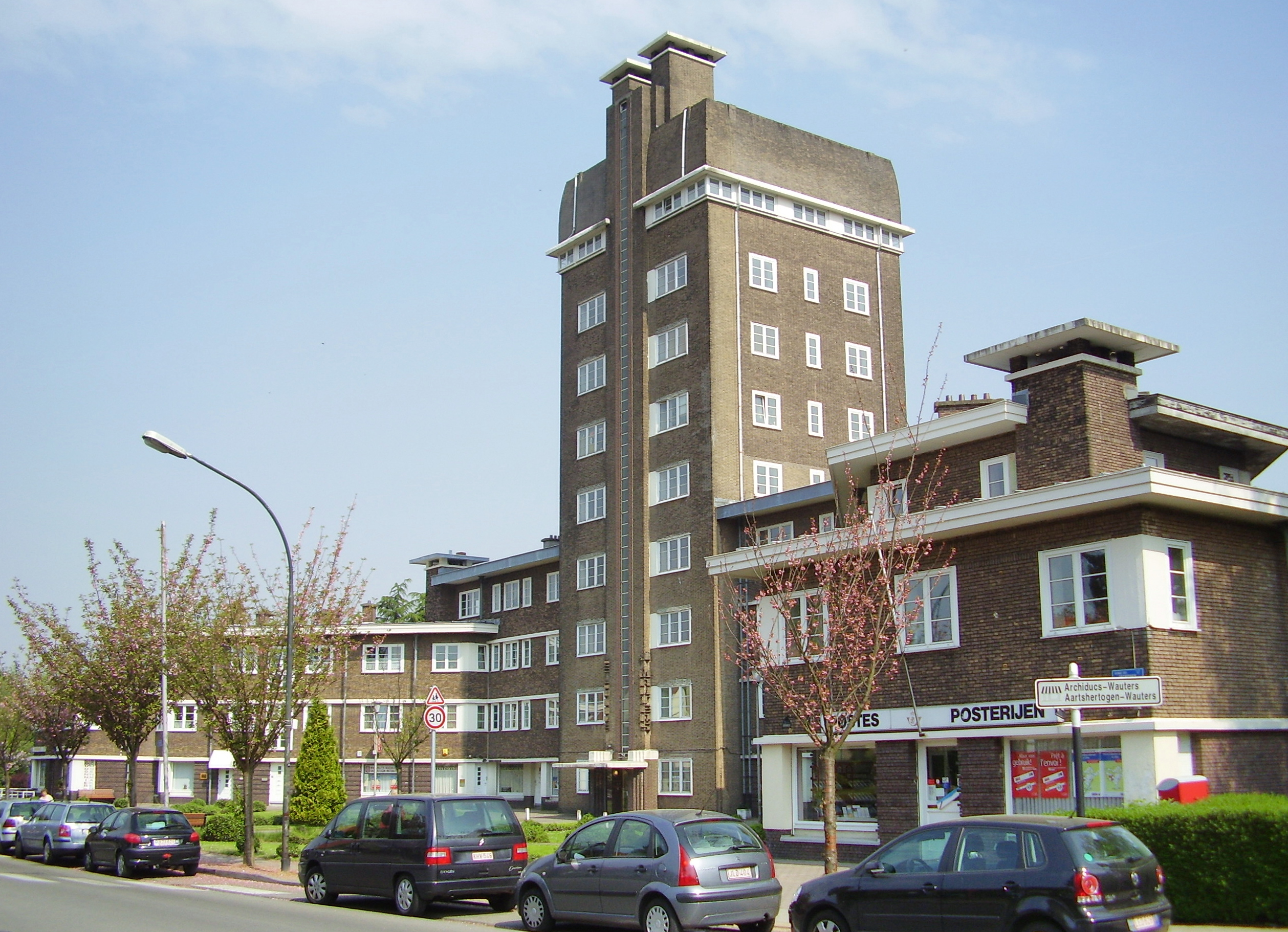
Ciudad-jardín Floréal (1926-1928), con Louis Van der Swaelmen, Watermael-Boitsfort

Jean-Jules Eggericx (Anderlecht, 21 de agosto de 1884-Uccle, 22 de abril de 1963) fue un arquitecto y urbanista racionalista belga. 

## Trayectoria
Estudió en la Universidad Nueva de Bruselas con el geógrafo anarquista Élisée Reclus y, posteriormente, en la Academia Real de Bellas Artes de Bruselas. Tras titularse realizó prácticas en los talleres de Victor Horta y Jean-Baptiste Dewin.
Al inicio de la Primera Guerra Mundial se refugió en Inglaterra, donde estudió las teorías sobre la ciudad-jardín de Ebenezer Howard. Tras regresar a su país fue contratado por el Servicio de construcciones de la Oficina de regiones devastadas para elaborar diversos planes de reconstrucción, que se concretaron en la ordenación y planificación de viviendas-tipo de las ciudades-jardín de Comines, Zonnebeke y Elverdinge. Trabajó también para la Sociedad Nacional de Viviendas Baratas como director de la ciudad experimental de La Roue en Anderlecht (1921-1922).
En colaboración con Louis Van der Swaelmen proyectó en 1921 las ciudades-jardín de Le Logis y Floréal en Watermael-Boitsfort, en las que continuó trabajando durante decenios en diversas ampliaciones.
En 1923 se asoció a Raphaël Verwilghen, con el que realizó varios edificios en Bruselas (edificios simétricos en la plaza de Meeûs, 1934-1940) y los pabellones belgas de la Exposición de Artes Decorativas de París de 1925 y de la Exposición Internacional de París de 1937.
En 1927 aceptó el ofrecimiento de Henry Van de Velde para impartir clases en la recién creada École nationale supérieure d'architecture et des arts visuels (La Cambre) en Bruselas, donde impartieron clases algunos de los principales arquitectos belgas de entreguerras, como Huibrecht Hoste, Victor Bourgeois, Antoine Pompe, Louis Van der Swaelmen y Raphaël Verwilghen, además de Eggericx.
Tras la Segunda Guerra Mundial fue nombrado urbanista de la ciudad de Ostende.